# Pedicia (Crunobia) straminea
Pedicia (Crunobia) straminea is een tweevleugelige uit de familie Pediciidae. De soort komt voor in het Palearctisch gebied.